# Cháy rừng California năm 2018
Mùa cháy rừng năm 2018 ở California là một trong những sự kiện tàn phá nặng nề nhất trong lịch sử ở tiểu bang California, Hoa Kỳ. Trong năm 2018, tổng số 7.579 vụ cháy đã đốt cháy diện tích 1.667.855 mẫu Anh (6.749.57 km2), số lượng lớn nhất diện tích bị đốt cháy được ghi lại trong mùa cháy ở California, theo Bộ Lâm nghiệp và Phòng cháy chữa cháy California và Trung tâm phòng cháy quốc gia, tính đến ngày 11 tháng 11. Các vụ cháy đã gây ra thiệt hại hơn 2975 triệu USD (2018 USD), bao gồm 1366 triệu USD chi phí dập lửa. Tính đến cuối tháng 8 năm 2018,chỉ riêng Cal Fire đã chi 432 triệu USD cho các hoạt động.
Hỏa hoạn phức hợp Mendocino đốt cháy hơn 459.000 mẫu Anh (1.860 km2), trở thành phức hợp hỏa hoạn phức tạp lớn nhất trong lịch sử của bang, với Ranch Fire phức tạp vượt qua trận hỏa hoạn Thomas và trận hỏa hoạn pháo đài Santiago Canyon năm 1889 để trở thành trận hỏa hoạn cháy lớn nhất của California.
Vào giữa tháng 7 đến tháng 8 năm 2018, một loạt các vụ cháy rừng lớn nổ ra khắp California, phần lớn ở phần phía bắc của tiểu bang, bao gồm cả trận hỏa hoạn Carr tàn phá và trận hỏa hoạn phức hợp Mendocino. Vào ngày 4 tháng 8 năm 2018, một thảm họa quốc gia đã được tuyên bố ở Bắc California, do cháy rừng lớn đang cháy ở đó. Vào tháng 11 năm 2018, gió phơn gây ra một đợt hỏa hoạn lớn, tàn phá khác bùng phát khắp bang. Đây là một loạt các vụ cháy rừng mới bao gồm Camp Fire, phá hủy hơn 6.700 cấu trúc và trở thành cháy rừng gây thiệt hại lớn nhất kỷ lục của California.

## Độ nhạy cảm cháy gia tăng
Nhiều yếu tố khác nhau đã dẫn đến mùa cháy rừng California năm 2018 trở nên thảm khốc. Sự kết hợp của một lượng nhiên liệu tự nhiên tăng lên và các điều kiện khí quyển kết hợp với sự nóng lên toàn cầu đã dẫn đến một loạt các vụ cháy hủy diệt. Nghiên cứu gần đây về cháy rừng ở California, được công bố vào tháng 8 năm 2018, dự đoán sự gia tăng về số lượng cháy rừng là hậu quả của biến đổi khí hậu.

### Tăng nhiên liệu
Nguyên nhân trực tiếp làm cháy rừng ở California năm 2018 là sự gia tăng nhiên liệu cây chết. Đến tháng 12 năm 2017, đã có kỷ lục 129 triệu cây chết ở California.

### Điều kiện khí quyển
Giáo sư khoa học Trái Đất Stanford Noah Diffenbaugh đã nói rằng các điều kiện khí quyển cho cháy rừng ở California dự kiến sẽ tồi tệ hơn trong tương lai do ảnh hưởng của biến đổi khí hậu ở California và rằng "những gì chúng ta thấy trong vài năm gần đây về mùa cháy rừng ở California rất phù hợp với xu hướng lịch sử về nhiệt độ ngày càng tăng, tăng khô và tăng nguy cơ cháy rừng". Các chuyên gia khác đã đồng ý, nói rằng nóng lên toàn cầu là để đổ lỗi cho những điều kiện thời tiết khắc nghiệt này. Sự nóng lên toàn cầu dẫn đến nhiệt độ cao hơn và ít mưa hơn, tạo ra một cảnh quan khô hơn khiến cho cháy nhiều nhiên liệu hơn để đốt cháy lâu hơn và mạnh hơn.

### Xây dựng nhà ở trong giao diện vùng đô thị hoang dã
Một giao diện đô thị - hoang dã (hoặc WUI) đề cập đến vùng chuyển tiếp giữa đất trống và sự phát triển của con người. Cộng đồng mà trong vòng 0,5 dặm (0,80 km) của khu vực cũng có thể được đưa vào. Những vùng đất và các cộng đồng lân cận và được bao quanh bởi các vùng đất hoang dã có nguy cơ cháy rừng. Từ những năm 1990, hơn 43% nhà mới đã được xây dựng trong khu vực này. Ở một số khu vực, số lượng nhà mới trong các khu vực đó là 80%. Trong quá khứ, khi những khu vực này bị đốt cháy, không có ngôi nhà nào bị mất, nhưng bây giờ nhà có mặt ở đó và cuối cùng bị phá hủy.

## Chất lượng không khí

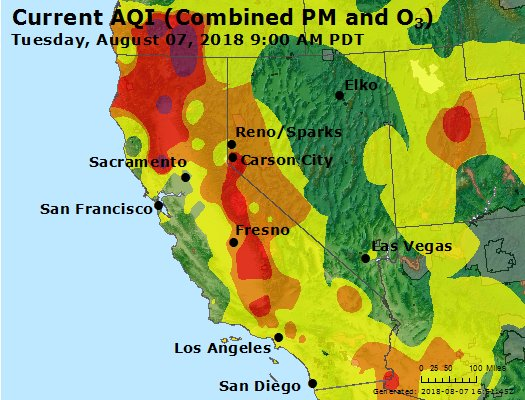
Chất lượng không khí của California vào ngày 7 tháng 8 năm 2018

Bắc California và Central Valley đã thấy sự gia tăng mạnh mẽ các chất gây ô nhiễm không khí trong thời gian cao điểm của vụ cháy tháng Bảy và tháng Tám, trong khi miền Nam California cũng có sự gia tăng ô nhiễm không khí trong tháng 8. Chất lượng không khí ở miền Bắc và Trung California vẫn còn kém cho đến giữa tháng 9 năm 2018, khi hoạt động hỏa hoạn đã giảm đáng kể.

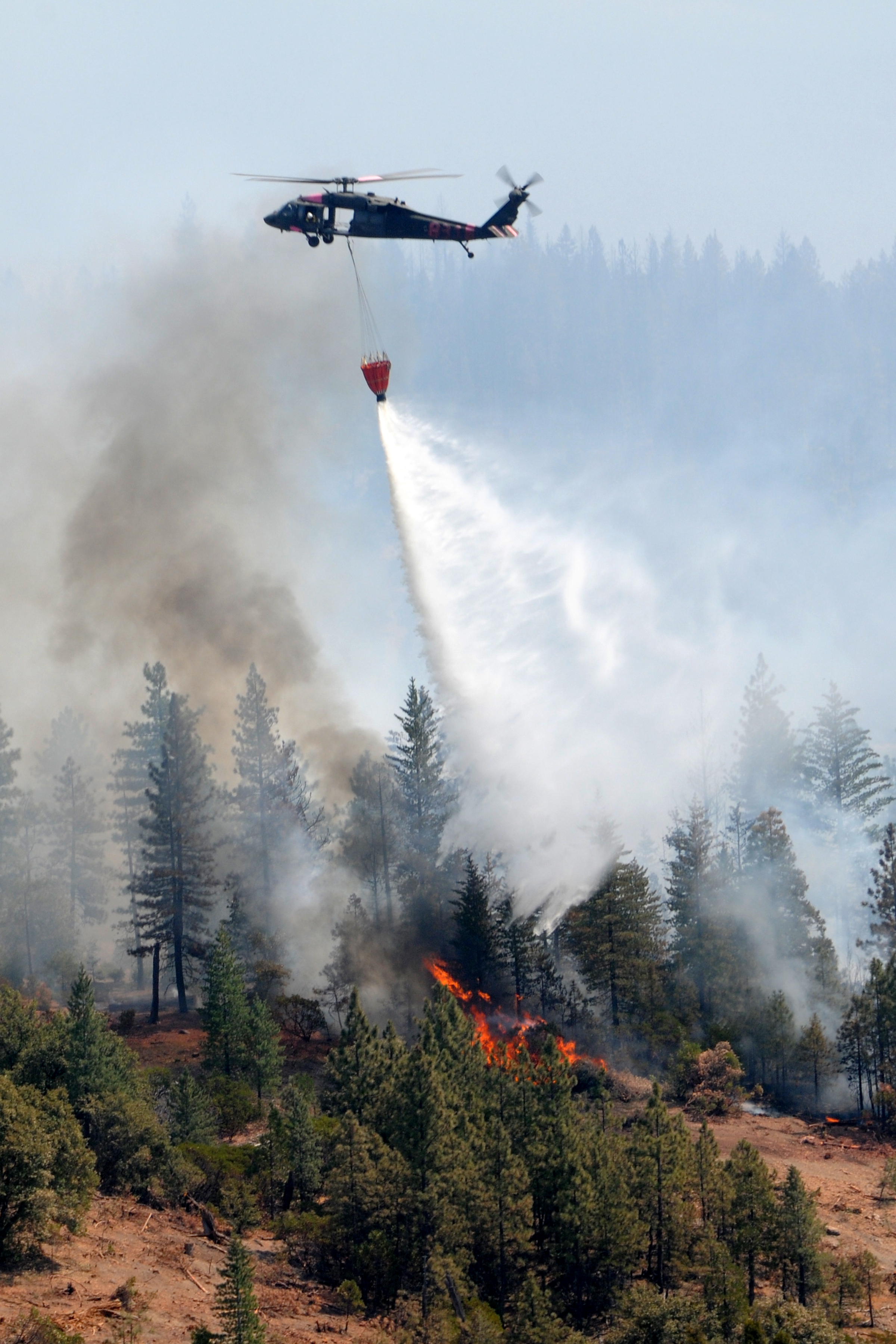
Cảnh sát quốc gia California tham gia chống cháy rừng.

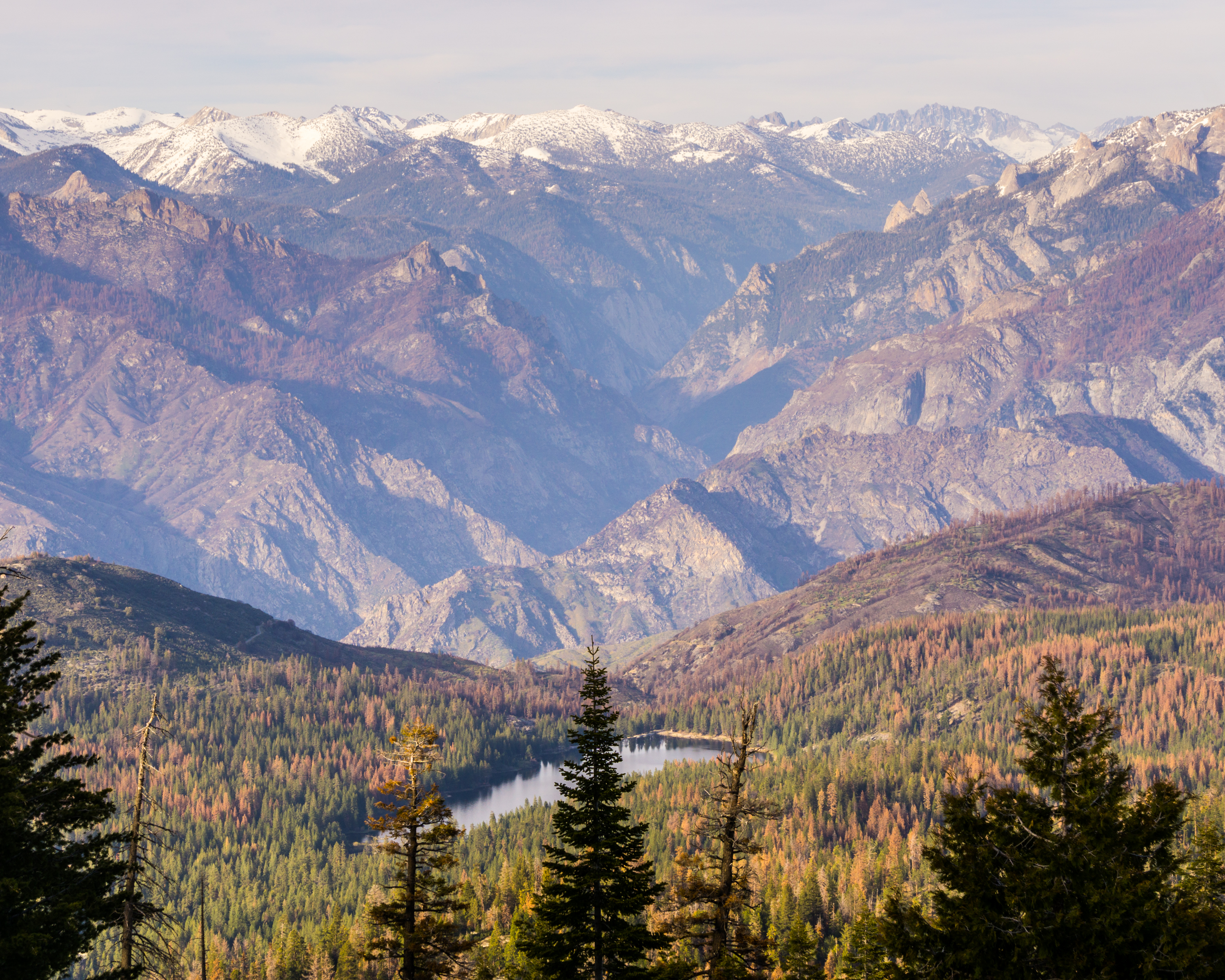
Hồ Hume cho thấy thiệt hại bọ cánh cứng thông núi rộng lớn kể từ tháng 4 năm 2016. hồ Hume, dãy núi Sierra Nevada, California

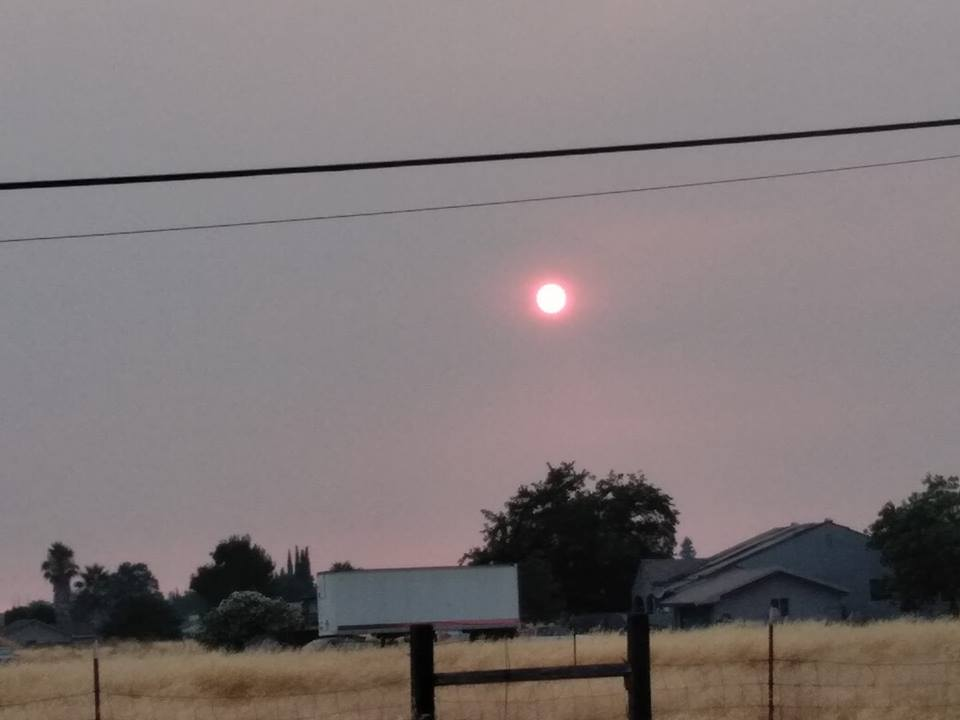
Bức ảnh bầu trời khói gần hoàng hôn vào đầu tháng 8 hướng về phía tây, ở Sacramento. Khói do lửa gây ra.

## Các vụ cháy rừng
Sau đây là danh sách các vụ cháy đã đốt cháy hơn 1.000 mẫu Anh, hoặc tạo ra thiệt hại cấu trúc đáng kể hoặc mất mạng.
| Tên                | Quận                           | Mẫu     | Ngày bắt đầu        | Ngày chế ngự         | Tình trạng       | Ghi chú | Ref                         |
| ------------------ | ------------------------------ | ------- | ------------------- | -------------------- | ---------------- | --- | --------------------------- |
| Pleasant           | Inyo                           | 2,070   | 18 tháng 2 năm 2018 | 3 tháng 4 năm 2018   | Đã ngăn chặn     | | [ 30 ]                      |
| Moffat             | Inyo                           | 1,265   | 19 tháng 4 năm 2018 | 21 tháng 5 năm 2018  | Đã ngăn chặn     | | [ 31 ]                      |
| Nees               | Merced                         | 1,756   | 2 tháng 5 năm 2018  | 17 tháng 5 năm 2018  | Đã ngăn chặn     | | [ 32 ]                      |
| Patterson          | Riverside                      | 1,261   | 17 tháng 5 năm 2018 | 21 tháng 5 năm 2018  | Đã ngăn chặn     | | [ 33 ]                      |
| Panoche            | San Benito                     | 64      | 4 tháng 6 năm 2018  | 7 tháng 6 năm 2018   | Đã ngăn chặn     | 3 thường dân chết | [ 8 ] [ 34 ]                |
| Stone              | Los Angeles                    | 1,352   | 4 tháng 6 năm2018   | 13 tháng 6 năm 2018  | Đã ngăn chặn     | | [ 35 ]                      |
| Airline            | San Benito                     | 1,314   | 4 tháng 6 năm 2018  | 14 tháng 6 năm 2018  | Đã ngăn chặn     | | [ 36 ]                      |
| Apple              | Tehama                         | 2,956   | June 9, 2018        | 14 tháng 6 năm 2018  | Đã ngăn chặn     | 3 các công trình dân cư và 2 tòa nhà bị phá hủy | [ 37 ]                      |
| Chrome             | Glenn                          | 2,290   | 9 tháng 6 năm 2018  | 21 tháng 6 năm 2018  | Đã ngăn chặn     | 1 tòa nhà bị phá hủy | [ 38 ]                      |
| Lions              | Madera                         | 13,347  | 11 tháng 6 năm 2018 | 1 tháng 10 năm 2018  | Đã ngăn chặn     | | [ 39 ] [ 40 ]               |
| Planada            | Merced                         | 4,564   | 15 tháng 6 năm 2018 | 21 tháng 6 năm 2018  | Đã ngăn chặn     | | [ 41 ]                      |
| Yankee             | San Luis Obispo                | 1,500   | 10 tháng 6 năm 2018 | 1 tháng 7 năm 2018   | Đã ngăn chặn     | | [ 42 ]                      |
| Lane               | Tehama                         | 3,716   | 23 tháng 6 năm 2018 | 4 tháng 7 năm 2018   | Đã ngăn chặn     | 1 người bị thương | [ 43 ]                      |
| Pawnee             | Lake                           | 15,185  | 23 tháng 6 năm 2018 | 8 tháng 7 năm 2018   | Đã ngăn chặn     | 22 cấu trúc bị phá hủy, 1 người chấn thương | [ 44 ]                      |
| Creek              | Madera                         | 1,678   | 24 tháng 6 năm 2018 | 5 tháng 7 năm 2018   | Đã ngăn chặn     | 4 cấu trúc dân cư và 7 cấu trúc nhỏ bị phá hủy | [ 45 ]                      |
| Waverly            | San Joaquin                    | 12,300  | 29 tháng 6 năm 2018 | 2 tháng 7 năm 2018   | Đã ngăn chặn     | | [ 46 ]                      |
| County             | Lake, Napa, Yolo               | 90,288  | 30 tháng 6 năm 2018 | July 14, 2018        | Đã ngăn chặn     | 20 cấu trúc bị phá hủy; 1 lính cứu hỏa bị thương | [ 47 ]                      |
| Klamathon          | Siskiyou                       | 38,008  | 5 tháng 7 năm 2018  | 16 tháng 7 năm 2018  | Đã ngăn chặn     | 82 cấu trúc bị phá hủy; 3 chấn thương, 1 dân thường thiệt mạng | [ 48 ] [ 49 ]               |
| Valley             | San Bernardino                 | 1,350   | 6 tháng 7 năm 2018  | 22 tháng 10 năm 2018 | Đã ngăn chặn     | 5 người bị thương | [ 4 ] [ 50 ] [ 51 ]         |
| Holiday            | Santa Barbara                  | 113     | 6 tháng 7 năm 2018  | 11 tháng 7 năm 2018  | Đã ngăn chặn     | 20 structures destroyed | [ 52 ]                      |
| Phức hợp Pendleton | San Diego                      | 1,800   | 6 tháng 7 năm 2018  | 11 tháng 7 năm 2018  | Đã ngăn chặn     | Có nguồn gốc từ 3 vụ cháy riêng biệt; bị đốt cháy ở Camp Pendleton | [ 53 ] [ 54 ]               |
| West               | San Diego                      | 504     | 6 tháng 7 năm 2018  | 11 tháng 7 năm 2018  | Đã ngăn chặn     | 56 cấu trúc bị phá hủy | [ 55 ]                      |
| Georges            | Inyo                           | 2,883   | 8 tháng 7 năm 2018  | 18 tháng 7 năm 2018  | Đã ngăn chặn     | | [ 4 ] [ 56 ] [ 57 ]         |
| Ferguson           | Mariposa                       | 96,901  | 13 tháng 7 năm 2018 | 18 tháng 8 năm 2018  | Đã ngăn chặn     | 19 nhân viên cứu hỏa bị thương, 2 nhân viên cứu hỏa bị giết; 10 cấu trúc bị phá hủ | [ 9 ] [ 58 ]                |
| Eagle              | Modoc                          | 2,100   | 13 tháng 7 năm 2018 | 17 tháng 7 năm 2018  | Đã ngăn chặn     | | [ 4 ] [ 59 ]                |
| Natchez            | Del Norte, Siskiyou            | 38,134  | 15 tháng 7 năm 2018 | October 30, 2018     | Đã ngăn chặn     | | [ 60 ] [ 61 ]               |
| Carr               | Shasta                         | 229,651 | 23 tháng 7 năm 2018 | 30 tháng 8 năm 2018  | Đã ngăn chặn     | 1.079 nhà ở, 22 công trình thương mại, 503 tòa nhà bị phá hủy - 190 khu dân cư, 26 công trình thương mại và 63 nhà phụ bị hư hỏng; 3 nhân viên cứu hỏa và 5 thường dân thiệt mạng                                                           | [ 62 ]                      |
| Cranston           | Riverside                      | 13,139  | 26 tháng 7 năm 2018 | 10 tháng 8 năm 2018  | Đã ngăn chặn     | | [ 63 ]                      |
| Phức hợp Mendocino | Mendocino, Lake, Colusa, Glenn | 459,123 | 27 tháng 7 năm 2018 | 18 tháng 9 năm 2018  | Đã ngăn chặn     | Các vụ hỏa hoạn Ranch và River được gọi chung là hỏa hoạn phức hợp Mendocino. 157 tòa nhà dân cư bị phá hủy, 123 tòa nhà khác bị phá hủy - 13 tòa nhà ở và 24 tòa nhà khác bị hư hại; 1 lính cứu hỏa bị giết, 4 nhân viên cứu hỏa bị thương | [ 19 ] [ 64 ] [ 65 ] [ 66 ] |
| Whaleback          | Lassen                         | 18,703  | 27 tháng 7 năm 2018 | 7 tháng 8 năm 2018   | Đã ngăn chặn     | | [ 67 ]                      |
| Butte              | Sutter                         | 1,200   | 31 tháng 7 năm 2018 | 3 tháng 8 năm 2018   | Đã ngăn chặn     | | [ 68 ]                      |
| Donnell            | Tuolumne                       | 36,450  | 1 tháng 8 năm 2018  | 1 tháng 10 năm 2018  | Đã ngăn chặn     | 135 cấu trúc bị phá hủy, 9 người bị thương | [ 69 ]                      |
| Tarina             | Kern                           | 2,950   | 3 tháng 8 năm 2018  | 6 tháng 8 năm 2018   | Đã ngăn chặn     | | [ 70 ]                      |
| Pendleton          | San Diego                      | 1,000   | 5 tháng 8 năm 2018  | 6 tháng 8 năm 2018   | Đã ngăn chặn     | Burned in Camp Pendleton | [ 71 ]                      |
| Turkey             | Monterey                       | 2,225   | August 6, 2018      | 6 tháng 8 năm 2018   | Đã ngăn chặn     | | [ 72 ]                      |
| Holy               | Orange, Riverside              | 23,136  | 6 tháng 8 năm 2018  | 13 tháng 9 năm 2018  | Đã ngăn chặn     | 18 tòa nhà bị phá hủy; 3 nhân viên cứu hỏa bị thương | [ 74 ] [ 75 ] [ 76 ]        |
| Five               | Kings                          | 2,995   | 6 tháng 8 năm 2018  | 8 tháng 8 năm 2018   | Đã ngăn chặn     | | [ 77 ]                      |
| Hirz               | Shasta                         | 46,150  | 9 tháng 8 năm 2018  | 12 tháng 9 năm 2018  | Đã ngăn chặn     | | [ 78 ]                      |
| Hat                | Shasta                         | 1,900   | 9 tháng 8 năm 2018  | 16 tháng 8 năm 2018  | Đã ngăn chặn     | | [ 79 ]                      |
| Nelson             | Solano                         | 2,162   | August 10, 2018     | 12 tháng 8 năm 2018  | Đã ngăn chặn     | | [ 80 ]                      |
| Stone              | Modoc                          | 39,387  | 15 tháng 8 năm 2018 | 29 tháng 9 năm 2018  | Đã ngăn chặn     | | [ 81 ]                      |
| Mill Creek 1       | Humboldt                       | 3,674   | 16 tháng 8 năm 2018 | 30 tháng 8 năm 2018  | Đã ngăn chặn     | | [ 82 ]                      |
| Front              | San Luis Obispo, Santa Barbara | 1,014   | 19 tháng 8 năm 2018 | 29 tháng 8 năm 2018  | Đã ngăn chặn     | | [ 83 ]                      |
| North              | Placer                         | 1,120   | 3 tháng 9 năm 2018  | 16 tháng 9 năm 2018  | Đã ngăn chặn     | | [ 84 ]                      |
| Boot               | Mono                           | 6,974   | 4 tháng 9 năm 2018  | 15 tháng 9 năm 2018  | Đã ngăn chặn     | | [ 85 ]                      |
| Kerlin             | Trinity                        | 1,751   | 4 tháng 9 năm 2018  | 17 tháng 9 năm 2018  | Đã ngăn chặn     | | [ 86 ]                      |
| Delta              | Shasta                         | 63,311  | 5 tháng 9 năm 2018  | 7 tháng 10 năm 2018  | Đã ngăn chặn     | Sáp nhập vào hỏa hoạn Hirz. 20 kết cấu bị phá hủy | [ 87 ]                      |
| Snell              | Napa                           | 2,490   | 8 tháng 9 năm 2018  | 15 tháng 9 năm 2018  | Đã ngăn chặn     | | [ 88 ]                      |
| Charlie            | Los Angeles                    | 3,380   | 22 tháng 9 năm 2018 | 1 tháng 10 năm 2018  | Đã ngăn chặn     | | [ 89 ] [ 90 ]               |
| Alder              | Tulare                         | 2,682   | 4 tháng 10 năm 2018 |                      | 55% Đã ngăn chặn | | [ 91 ]                      |
| Branscombe         | Solano                         | 4,700   | 7 tháng 10 năm 2018 | 9 tháng 11 năm 2018  | Đã ngăn chặn     | 4 tòa nhà bị phá hủy | [ 92 ] [ 93 ]               |
| Sun                | Tehama                         | 3,889   | 7 tháng 10 năm 2018 | 12 tháng 10 năm 2018 | Đã ngăn chặn     | | [ 94 ]                      |
| Camp               | Butte                          | 109,000 | 8 tháng 11 năm 2018 |                      | 25% Đã ngăn chặn | 6.453 ngôi nhà và 260 công trình thương mại bị phá hủy; 23 thường dân chết, 3 lính cứu hỏa bị thương. 110 thường dân báo cáo mất tích | [ 95 ]                      |
| Nurse              | Solano                         | 1,500   | 8 tháng 11 năm 2018 |                      | 90% Đã ngăn chặn | | [ 96 ]                      |
| Hill               | Ventura                        | 4,531   | 8 tháng 11 năm 2018 |                      | 70% đã ngăn chặn | 2 kết cấu bị phá hủy | [ 97 ]                      |
| Woolsey            | Los Angeles, Ventura           | 83,275  | 8 tháng 11 năm 2018 |                      | 10% đã ngăn chặn | Ít nhất 177 tòa nhà bị phá hủy, 2 thường dân chết | [ 98 ] [ 99 ]               |

## Tử vong

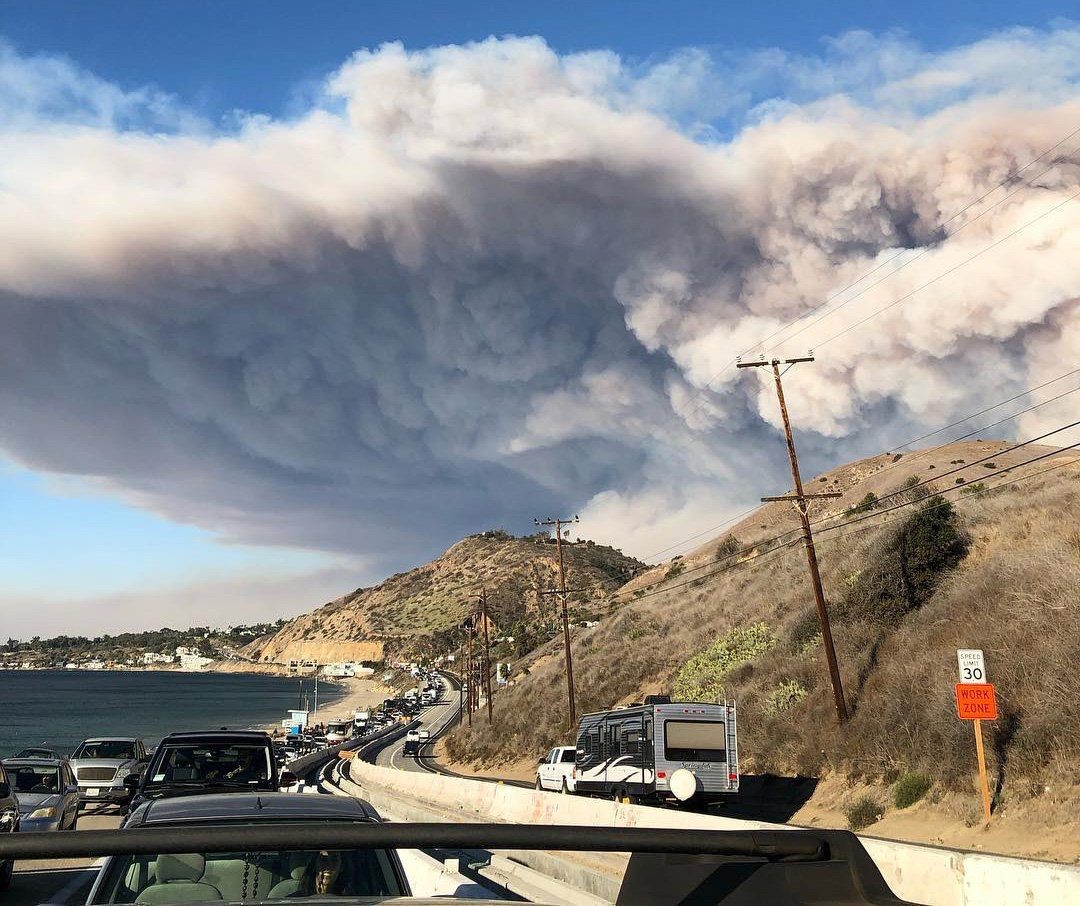
Hỏa hoạn Woolsey tiến vào Malibu ngày 9 tháng 11 năm 2018

Vào ngày 4 tháng 6, vụ hỏa hoạn Panoche bùng phát, trong một loạt ba ngọn lửa bắt đầu ở khu vực quận San Benito. Trong khi sự cố Panoche là vụ cháy nhỏ nhất trong ba vụ cháy, chỉ cháy 64 mẫu Anh (26 ha), phần còn lại của ba người đã được tìm thấy trong một trailer cắm trại bị phá hủy trong khu vực cháy. Thi thể được cho là của một người mẹ, một trẻ em và một trẻ sơ sinh.
Vào ngày 14 tháng 7, một nhà điều hành xe ủi đất trong vụ hỏa hoạn Cal đã bị giết trong khi chiến đấu với trận hỏa lực Ferguson, trở thành cái chết đầu tiên của mùa cứu hỏa.
Vào ngày 23 tháng 7, vụ hỏa hoạn Carr bùng phát sau khi một chiếc xe bị trục trặc. Trong khi vụ hỏa hoạn Carr đốt cháy ở khu vực nông thôn của quận Shasta trong vài ngày đầu, nó vượt qua sông Sacramento và bước vào giới hạn thành phố Redding, California vào tối ngày 26 tháng 7. Vào sáng hôm sau, 2 nhân viên cứu hỏa và 4 thường dân đã bị giết. Vào chiều ngày 29 tháng 7, đã có bảy người đã may mắn thoát chết.
Vào ngày 29 tháng 7, một lính cứu hỏa với Cục Công viên Quốc gia đã bị giết sau khi một cây chết rơi xuống trúng anh ta, trong khi anh ta đang chiến đấu với Pháo đài Ferguson. Anh ta "được điều trị tại hiện trường, nhưng đã chết trước khi anh ta có thể được đưa đến bệnh viện".
Vào ngày 4 tháng 8, một nhân viên của PG&E đã bị giết chết trong một vụ tai nạn xe cộ trong khi làm việc để phục hồi các dịch vụ đến các khu vực bị ảnh hưởng bởi hỏa hoạn Carr.
Vào ngày 9 tháng 8, một thợ cơ khí hạng nặng CAL Fire đã bị giết trong một vụ tai nạn giao thông trong khi làm việc tại vụ hỏa hoạn Carr.
Vào ngày 13 tháng 8, một lính cứu hỏa đã bị giết trong khi chiến đấu với đám cháy Phức hợp Mendocino.
Vào ngày 9 tháng 11 năm 2018, ít nhất 23 thường dân đã bị lửa trại giết chết, trong khi ba nhân viên cứu hỏa bị thương, và ngọn lửa cũng phá hủy hơn 6.700 cấu trúc, trở thành ngọn lửa hủy diệt nhiều nhất trong lịch sử California. Hai người cũng đã chết trong vụ cháy Woolsey gần Malibu.